# Camino de los Siete Lagos

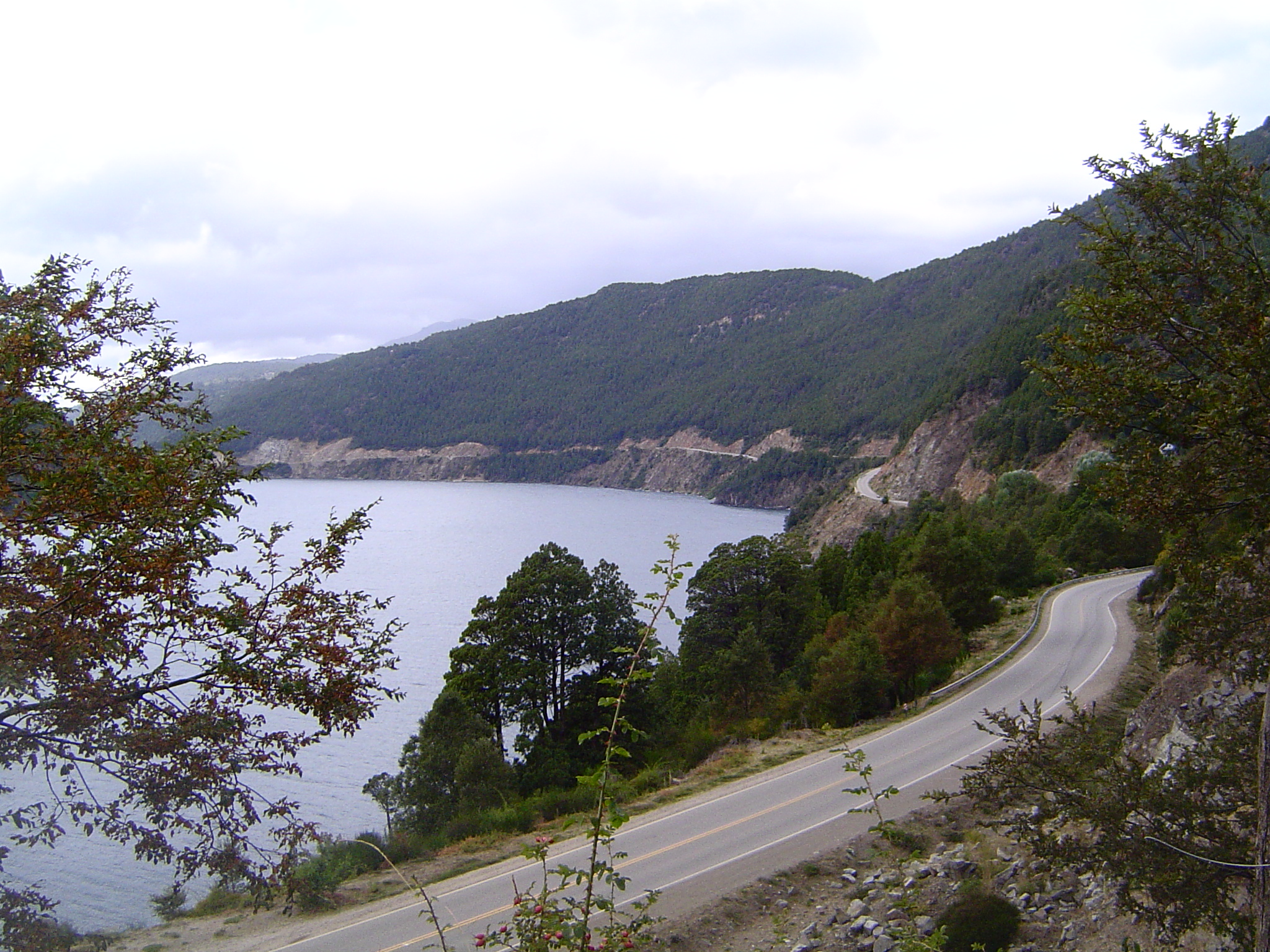
Parte del Camino de los Siete Lagos.

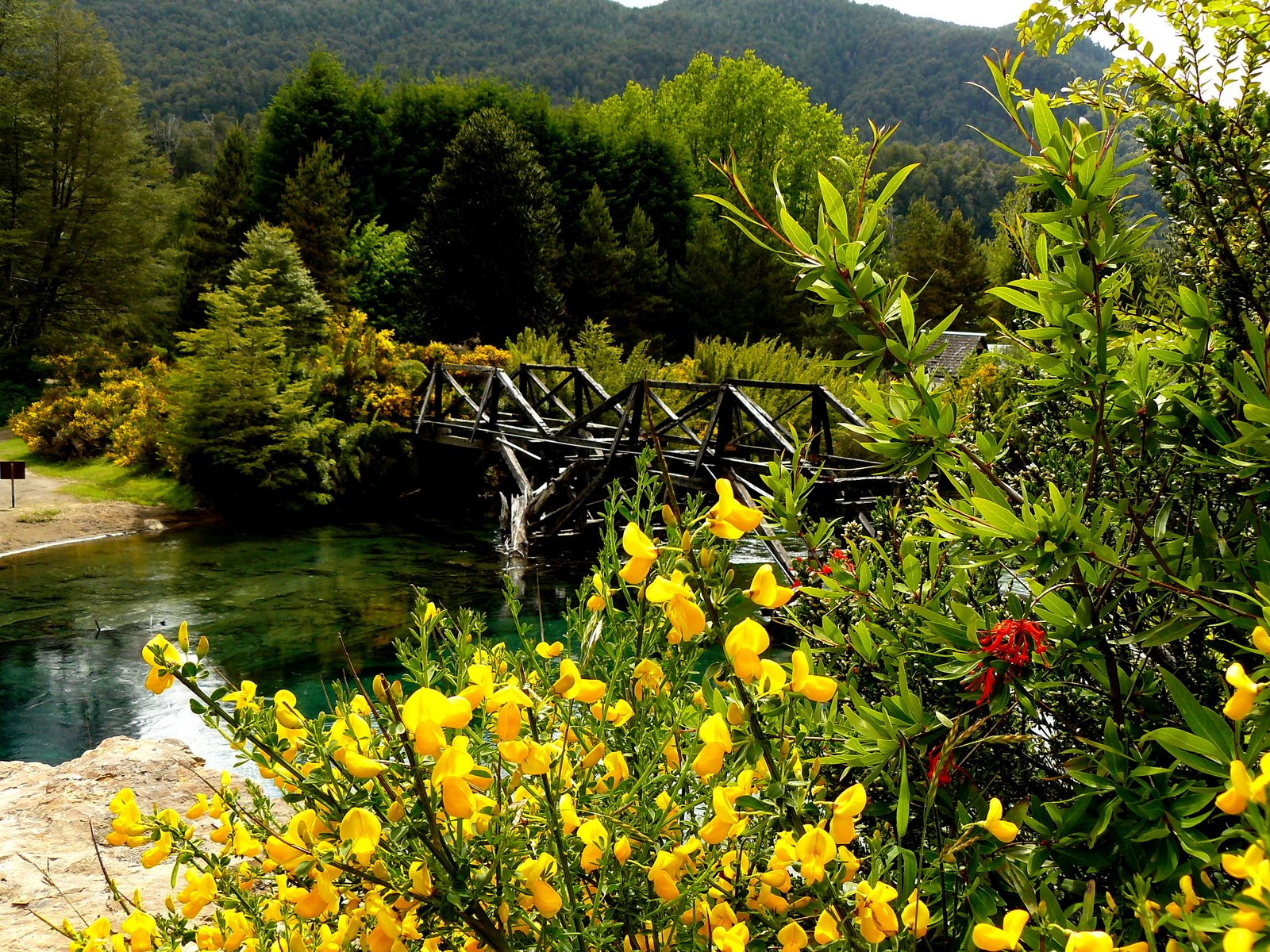
Puente viejo sobre el arroyo Ruca Malén

El Camino de los Siete Lagos es un tramo de la Ruta Nacional 40  en la provincia del Neuquén, Argentina.
El camino une la localidad de Villa La Angostura, en el Departamento Los Lagos, con la ciudad de San Martín de los Andes, en el Departamento Lácar, y debe su nombre a que se avistan siete lagos durante su recorrido.
Posee una longitud de 96 kilómetros, donde pueden apreciarse las típicas características de la región de los Andes patagónicos: extensos bosques, cerros nevados y lagos. 
Este camino atraviesa dos parques nacionales: el Lanín y el Nahuel Huapi.

## La ruta
Hasta el año 2012, la traza del camino formaba parte de la Ruta Nacional 234 (km 75 al 171) y tenía sentido de norte a sur, según cómo se contaban los kilómetros. Ese año la traza de la Ruta Nacional 40 fue modificada, incorporando al Camino de los Siete Lagos (km 2125 al 2221), siendo su sentido actual de sur a norte.
Se trata de una ruta de dos carriles (mano-contramano) de 96 kilómetros totalmente pavimentados. Comúnmente se la transita a muy bajas velocidades debido a diversos motivos: es un trayecto de paseo turístico, en gran parte es angosta y sin banquinas, hay pendientes empinadas y curvas muy cerradas; es muy escogida por ciclistas; en invierno hay presencia de hielo o nieve; existe riesgo de toparse con un animal o un desmoronamiento de tierra.
La ruta nace en la intersección con la RN231 (camino al Paso Internacional Cardenal Samoré) y finaliza en su segunda intersección con la RP19 (Cuesta Quiroga). En medio se cruza con la RP65 (camino a Villa Traful), la RP63 (camino a Villa Lago Meliquina), y la primera intersección con la RP19 (camino a Las Pendientes y Cerro Chapelco).
Las únicas poblaciones enclavadas son Lago Hermoso (km 2185) y Villa Río Hermoso (km 2195).

## Los lagos
Los lagos que dan nombre al camino, en orden desde San Martín de los Andes hacia Villa La Angostura, son:
- Lácar
- Machónico
- Falkner
- Villarino
- Escondido
- Correntoso
- Espejo

Tras finalizar el recorrido y siguiendo unos pocos metros hacia el sur por la RN40, se presentará un octavo lago, el Nahuel Huapi. 
También pueden ser visitados otros lagos tomando desviaciones de la ruta principal. Ellos son: Meliquina, Hermoso, Traful y Espejo Chico. 
El camino además atraviesa lagunas (Fría, Bailey Willis, Bullines y Ceferino), ríos y arroyos (Partido, Pil-Pil, Culebra, Hermoso, Filuco, Villarino, Pichi Traful, Ñivinco y Ruca Malén), cascadas (Vuliñanco y Ñivinco) y varios cerros, siendo una gran oportunidad para el avistaje de la flora (lengas, coihues, pehuenes, michay, retamas y lupinos) y la fauna local (zorros, ciervos, pumas, cóndores, bandurrias, cauquenes, truchas, entre otros). 